# Найобрэра (река)

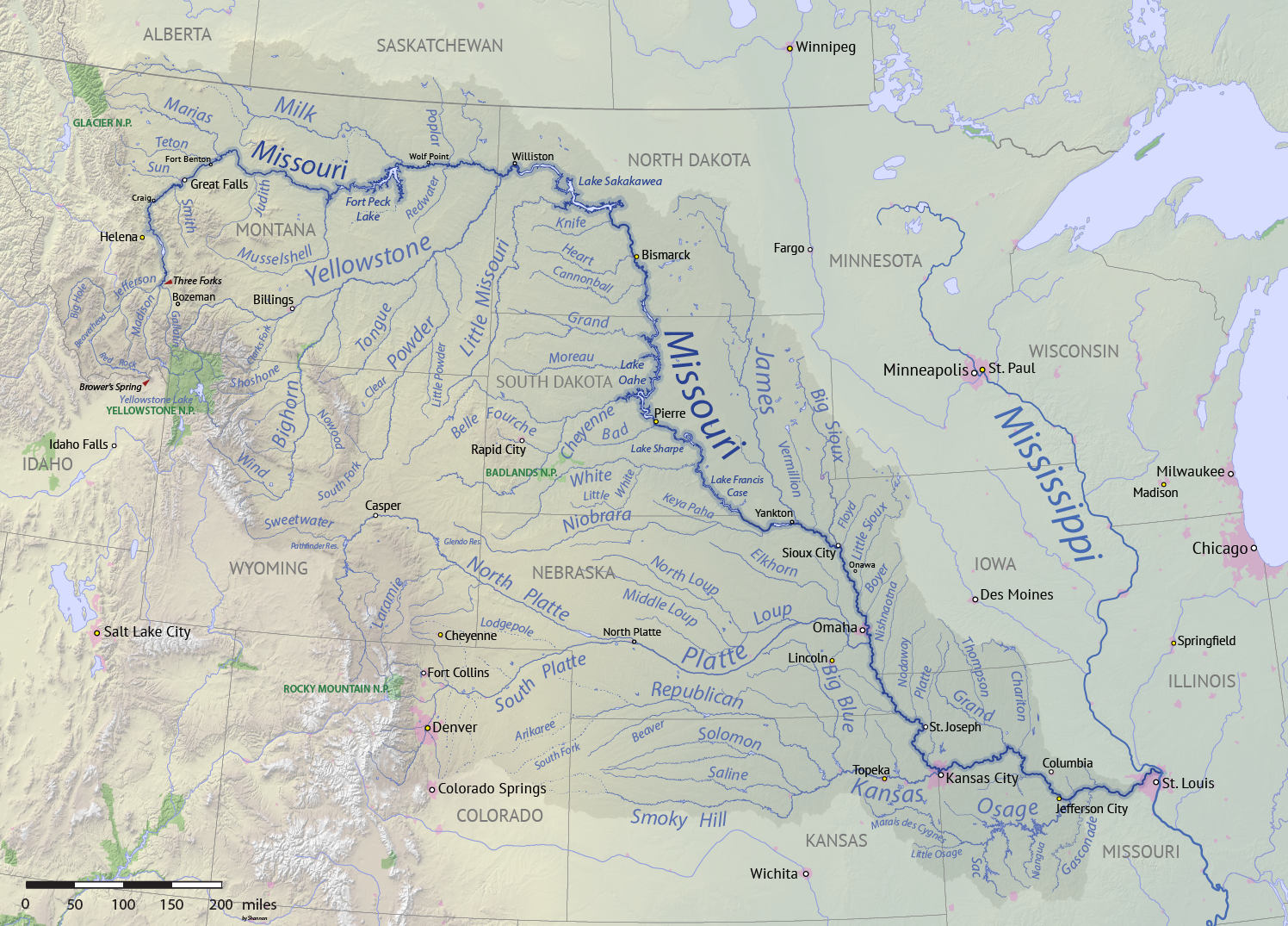
Найобрэра на карте бассейна Миссури

Найобрэ́ра (англ. Niobrara River) — река в США, правый приток Миссури. Протекает через американские штаты Вайоминг и Небраска, в одной из самых засушливых частей Великих Равнин. Длина реки составляет около 690 км.
Бассейн Найобрэры включает в себя южную часть Южной Дакоты, северную часть Небраски и небольшую территорию в восточной части Вайоминга. Вдоль берегов Найобрэры расположено несколько заповедников. Впадает в Миссури к северо-западу от деревни Найобрэра, на севере округа Нокс. Высота устья — 369 м над уровнем моря.
Название «Найобрэра» (или «Ниобрара») происходит из языка индейцев сиу, где оно звучало как «Ní Ubthátha khe», что означает «вода, разлившаяся до горизонта».
Долина реки Найобрэра была традиционной территорией индейцев племени Понка. С 1861 по 1882 год река служила границей между Небраской и Территорией Дакота.